# Stig Guldberg
Stig Guldberg (26. november 1916 i København – 18. april 1980 på Kramnitzegård i Kramnitze) var en dansk officer, der grundlagde Guldberg-Plan, en organisation, der arrangerede genoptræningslejre for handicappede børn.

## Handicap
Stig Guldberg mistede som ung gardehusarofficer den 19. februar 1947 venstre underarm og højre hånd, da han som sprængningsekspert ved Gardehusarkasernen i Næstved sprængte en skorsten bort under en brand på herregården Ravnstrup. Dynamitten, der var krigsmateriel og upålidelig, sprang mellem hænderne på ham og satte en stopper for hans militære karriere.

## Idé til lejre for handicappede børn
Tre år senere tog han initiativet til sine lejre for handicappede børn. Dette arbejde gennemførte han i de næste 30 år frem til sin død.
Udgangspunktet i Stig Guldbergs arbejde var en sikker tro på, at livet sagtens lader sig leve trods et handicap, blot man ikke fokuserer på, hvad man har mistet, men i stedet på hvad man har tilbage. Og frem for alt selv erkender, at man ikke er et andet menneske, fordi man ikke har det statsautoriserede antal arme og ben, som Stig Guldberg udtrykte det.
"90 procent af et menneskes handicap – fysisk eller psykisk – sidder oven over øjenbrynene," var en af de læresætninger, han introducerede i sine mange foredrag og artikler, i radio- og tvudsendelser (han stod bl.a. bag en serie i radio og tv med skuespilleren Jesper Klein) og i sine to bøger.
Holdningen prægede børnenes ophold i lejrene, der typisk var af fire-fem ugers varighed, hvor deltagerne blev kastet ud i en lang række aktiviteter, som hverken de eller deres overbeskyttende forældre i deres vildeste fantasi havde forestillet sig, de kunne præstere.
For de fleste af disse børn blev et ophold i en Guldberg-lejr starten på et helt nyt liv, hvor de lærte, at handicappet ikke er så vigtigt. Det er personligheden, der afgør, hvordan man lever sit liv.
Stig Guldberg var selv det bedste tænkelige eksempel på, at et handicap kan overvindes. Med sine to armstumper – "poter", som de hed i familien, for poter er et positivt ord, mens "stumper" antyder noget ikke-komplet – kunne han klare hvad som helst. Skrive, køre bil, knappe knapper, tænde cigaretter, skænke en snaps og drikke den uden hjælp!
Humoren var et vigtigt redskab i alt, hvad han lærte mennesker om at omgås et handicap. Den var ofte sort, men den forløste.
Det var på træningsskoler for handicappede i England og USA, at han opdagede, hvor meget, der blev gjort for krigsinvaliderede voksne, mens ingen tog ansvaret for de børn, der havde pådraget sig skader under anden verdenskrig.

## Den første Guldberglejr
I 1950 rejste han pengene til den første Guldberglejr for 35 krigsinvalide, tyske børn. De følgende år arrangerede han sammen med sin hustru Muffa lejre i Tyskland, Østrig, Sverige og Danmark for midler, de skaffede med job i otte af årets måneder som basis for sommermånedernes lejre.
I 1955 stiftedes den selvejende institution Guldberg-Plan med det formål "at medvirke til psykisk og fysisk rehabilitering af danske og udenlandske børn og unge, der er handicappede pga. invaliditet, miljø eller race." Der blev dannet en bestyrelse, og den økonomiske basis styrkedes med bl.a. indsamlinger hos fonde og virksomheder.
15-20.000 børn fra en lang række europæiske lande med mange forskellige handicap kom til at nyde godt af et ophold på Guldberg-skolen.
Det, der begyndte med krigsinvaliderede børn, udviklede sig til at omfatte børn med handicap af enhver art (påført ved ulykke eller medfødt). Adskillige tusinde børn med thalidomidskader besøgte Stig Guldbergs lejre, hvor de lærte, at man sagtens kan spille bordtennis, selv om man ikke har arme og ben. Blinde børn lærte at spille fodbold med klokkebold. Han var en dansk foregangsmand i forebyggende behandling af børn med blødersygdom, men inviterede også børn fra Grønland og tyske mulatbørn til Danmark enten i lejrene eller i privat indkvartering. Ligesom mangen knægt fra Nørrebro i København, der var på vej ud i noget snavs, fik drejet hovedet den rigtige vej i en Guldberg-lejr.
I 1964 blev Kramnitze, der ligger nær Rødby, og hvor Stig Guldberg og hans familie boede, fast hjemsted for lejrene.
Indtil da gennemførtes de på Holmsland Klit, hvor Stig Guldberg en dag på en køretur tog et par unge tyske blaffere op. De var på en ungdomslejr i Holmsland Klit, og Stig Guldberg inviterede ungdomslejren til aftenkaffe og sandkage, mod at de til gengæld underholdt børnene.
Efter festen fortalte han om sin drøm om at bygge en fast lejrskole i Kramnitze. "Den klarer vi," svarede de unge, der viste sig at være bygningshåndværkere fra en arkitekt- og ingeniørskole i Dortmund.
De næste fem år kom de trofast hver sommer med et hold på 80, som gik i gang med at bygge skolen i Kramnitze. Danske firmaer sponsorerede store dele af byggematerialerne, og i 1964 kunne man holde indvielse.

## Senere udvikling
Efter Stig Guldbergs død besluttede familien at indstille lejrene i erkendelse af, at hans personlighed var uerstattelig. De midler, der indkom ved salget, blev sat i fonden Guldberg-Plan og anvendes nu til støtte for projekter, der drives i Stig Guldbergs ånd. Fondens første formand blev chefredaktør, Ejvin Bjørnkjær. Han afløstes i 2012 af Stig Guldbergs datter, Nya Guldberg. Fondens hjemmeside, www.guldberg-plan.dk.
Guldbergs arbejde blev fortsat i Tyskland af Deutsche Arbeitsgruppe Guldberg-Plan für die psychische Rehabilitation behinderter Kinder – gemeinnütziger Verein e.V. (DAGP), der blev grundlagt i 1974. Lederen af de tyske lejre var gymnasten, Inka Conze, der siden 1967 havde været en af Stig Guldbergs nære medarbejdere.

## Hædersbevisninger
- 1958 Forbundsrepublikken Tysklands Fortjenstorden[3]
- 1974 Ridder af Dannebrogsordenen

### Monografier
- Et liv uden hænder (1959)
- De glemte børn (1960)

### Bearbejdelser
- Også jeg lever (1958), oversætter (fra norsk: Steenbuch, Rikke: Jeg lever også)
- Det handicappede barn (1967), dansk bearbejdelse (amerikansk bog: Spock, Benjamin: Caring for your disabled child)
- Hvis handicap er det?, redaktør og forfatter (1977) ISBN 87-7047-106-1

### Radio og Tv
- Fluen i øjet, En hjælpende hånd og Nytårsfesten (sammen med Gunnar Iversen) (1977). Tre handicapfarcer for DR. Medvirkende: Jesper Klein, Lykke Nielsen, Thomas Winding og Tom McEwan.
- Hvis handicap er det? (sammen med Gunnar Iversen) (1977). Skoleradio, serie på seks afsnit:
  - 1. En lektion i takt og tone og handicap
  - 2. Hug en hæl og klip en tå. Om behandlingen af folk, der er forskellige – fra naturen
  - 3. Hvordan man omgås "normale" uden at føle sig handicappet. Noget om integration
  - 4. Hvor kommer de dog fra alle de handicappede? Om arbejdsmarkedet, boligen og trafikken og andre handicappende samfunds-miljøer
  - 5. Hvad en handicappet har behov for – og hvad alle har behov for: Arbejde, samliv, og selv-bestemmelse
  - 6. Hvordan man indhenter sit handicap

## Fodnoter
1. ↑  Kristeligt Dagblad 18. april 2000
2. ↑  DAGP: Ûber uns
3. ↑  DAGP: Der Initiator